# Fritz G. Rohde
Fritz Georg Rohde (* 19. Juli 1935 in Frankfurt am Main; † 1. August 2024 in Aachen) war ein deutscher Bauingenieur und Bildender Künstler.

## Leben
Nach seiner Schulzeit studierte Rohde von 1955 bis 1958 zunächst Freie Malerei bei Peter Voigt und Bildhauerei bei Bodo Kampmann und Paul Egon Schiffers an der Hochschule für Bildende Künste Braunschweig. Parallel dazu absolvierte er von 1957 bis 1963 gleichzeitig ein Studium der Architektur und des Bauingenieurwesens an der TU Braunschweig. Während dieser Zeit beschäftigte er sich weiterhin mit der Kunst und gewann beispielsweise 1959 in Braunschweig den 1. Preis „Carolina Wilhelmina“ für Malerei und Skulptur.
Nach seinem Studium war Rohde von 1963 bis 1972 überwiegend in Asien, Mittel- und Südamerika tätig, davon zwei Jahre im Auftrag der Vereinten Nationen als Experte in Afghanistan, sowie vier Jahre als Oberingenieur am Indian Institute of Technology Madras. Dort erhielt er am 29. August 1970 die Anerkennung als „Doctor of Philosophy in Civil Engineering“. Seine Verbundenheit zu diesem Kontinent blieb dauerhaft erhalten und er gründete deshalb im Jahr 2008 das „Aachener Institute for Afghanistan Studies“ (AIAS), dessen Leitung er bis 2010 innehatte.
Am 17. April 1973 wurde Fritz Rohde zum Wissenschaftlichen Rat ernannt sowie zugleich zum Professor für das Fachgebiet Wasserenergiewirtschaft an die RWTH Aachen berufen.
Noch bevor er im Jahr 2001 emeritiert wurde, schrieb sich Rohde ein Jahr zuvor für das Studium der Philosophie an der RWTH Aachen ein. Zugleich ließ er bereits Mitte der 1990er-Jahre seine Leidenschaft für die Kunst wieder aufleben und schuf zahlreiche Werke, die er ab 1997 auf verschiedenen Einzel- und Gruppenausstellungen präsentierte. Darüber hinaus engagierte er sich in verschiedenen Kunstinstitutionen und wurde Mitglied im Bundesverband Bildender Künstlerinnen und Künstler (BBK), dessen Abteilung Aachen-Euregio er von 2003 bis 2010 als 1. Vorsitzender leitete. Ab 2007 übernahm er den Vorsitz des Kunstvereins „Forums für Kunst und Kultur Herzogenrath“ sowie die Leitung des „Kunsthaus Eurode-Bahnhof“ und gründete im Jahr 2011 einen neuen Kunstverein, das „Kulturwerk Aachen e. V.“
In diesen Funktionen organisierte Rohde zahlreiche Veranstaltungen wie beispielsweise diverse Podiumsgespräche zu kunstrelevanten Themen oder Kunstevents wie die „Kunsttour Euregio“. Zudem folgte er immer wieder Einladungen zu Fachvorträgen an die RWTH Aachen, die Volkshochschule Aachen oder an die Bayerische Staatsbibliothek sowie bei renommierten Unternehmen wie Gypsilon und T-Systems in Aachen oder Emprise in Hamburg.
Am 1. Januar 2021 gab das Bundespräsidialamt bekannt, dass Fritz Georg Rohde mit dem Bundesverdienstkreuz am Bande ausgezeichnet wurde.

## Schriften (Auswahl)
- Simulation der wasserwirtschaftlichen Planung: (Planspiel), Westdeutscher Verlag, Opladen 1980
- Self-excited oscillatory surface waves around cylinders, Institut für Wasserbau und Wasserwirtschaft, RWTH Aachen 1979
- Variation and changing processes of recession characteristics in watershed, Institut für Wasserbau und Wasserwirtschaft, RWTH Aachen 1977
- Hydraulische Pumpspeicher, Bestandsaufnahme und Entwicklungstendenzen, Institut für Wasserbau und Wasserwirtschaft, RWTH Aachen 1976
- Energiequellen für morgen?, Teil 6: Nutzung der Wasserenergien, Umschau-Verlag, Frankfurt am Main 1975

## Künstlerische Werke
Rohdes Kunstspektrum ist äußerst vielseitig und spiegelt einen Querschnitt durch die Zeitgenössische Kunst wider. Seine Installationen sind aus gebranntem Ton, seine Skulpturen aus Gips, Bronze, Beton oder Edelstahl angefertigt und seine bildhauerischen Werke aus Sandstein, Terrakotta oder Marmor geformt. Bei der Malerei bevorzugt er Techniken in Gouache, Acryl oder Enkaustik. Dabei bedient er sich insgesamt bildhaften Mustern, die dem Betrachter sowohl bekannt als auch rätselhaft erscheinen, ohne dabei die Wahrnehmung für die darin übergeordnete Strukturen und Ordnungsideen zu beeinträchtigen. Eine wichtige Rolle spielen für Rohde zudem computergenerierte Kunstwerke, bei denen er mit Algorithmen aus Mathematik und Physik und einem Zufallsgenerator verschiedene Wechselfälle von Farben und Elementen mit abstrakten Mustern sowie eine Fülle von Variationen daraus entstehen lässt.

## Ausstellungen (Auswahl)

### Einzelausstellungen
- 1997: Dresdner Bank Aachen
- 1999: Gut Melaten, Aachen
- 2001: Michaeliskirche, Heerlen
- 2002: Atelier Haus Aachen
- 2003: Kunstforum Übach-Palenberg
- 2004: Kunstverein Alsdorf[7]
- 2012: Con.Structe, Galerie 45, Aachen[8]
- 2015: Retrospektive, Forum für Kunst und Kultur Herzogenrath[9]
- 2022: Prof. Rohdes Art Machine, Logoi-Institut, Aachen
- 2023: Rohde & Weiss, Kunsthaus Eurode Bahnhof, Herzogenrath

### Gemeinschaftsausstellungen
- 1999: Museum Zinkhütter Hof, Stolberg (juriert)
- 2000: Skulpturen im Murbachtal, Open Air Event Leichlingen
- 2000: Kunsttour 2000, Aachen
- 2002: Ludwig Forum für Internationale Kunst, Aachen (juriert)
- 2004: Altana Galerie, Dresden (juriert, Katalog)
- 2005: BBK im Ludwig Forum
- 2006: Tri-Arte, Vaals, Niederlande
- 2006: Carte Blanche I., Kirche Fronleichnam, Aachen
- 2007: Art al vent IV., Gata, Spanien
- 2008: Galerie Art 99, Worpswede
- 2008: Die Rückseite des Mondes, Burg Frankenberg, Aachen
- 2008: BBK-Atelier Bielefeld
- 2010: Kunstforum, Düsseldorf
- 2010: Städtische Galerie Torhaus Rombergpark, Dortmund
- 2010: STAWAG-Kalender 2011, Aachen (juriert)
- 2014: BBK-Jahresausstellung, Arkaden, Aachen
- 2022: Akte, Kulturwerk Aachen, Aachen